# Friedrich Wilhelm Schubert
Friedrich Wilhelm Schubert, född 20 maj 1799 i Königsberg (nuvarande Kaliningrad), död där 21 juli 1868, var en tysk historiker och statistiker.
Schubert blev 1823 professor vid universitetet i Königsberg och fick 1844 titeln geheimeråd. Han valdes 1848 till ledamot av Frankfurtparlamentet och utsågs 1864 till livstidsledamot av preussiska herrehuset.
Hans förnämsta verk är Handbuch der allgemeinen Staatskunde von Europa (två band, 1835–1848) och Sammlung der Verfassungsurkunden und Grundgesetze der Staaten Europas und der nordamerikanischen Freistaaten (två band, 1840–1850). Bland hans övriga skrifter märks en utförlig biografi över Immanuel Kant, i den av honom och Karl Rosenkranz ombesörjda upplagan av Kants samlade skrifter.